# داریل برگس
داریل برگس (انگلیسی: Daryl Burgess؛ زادهٔ ۲۴ ژانویهٔ ۱۹۷۱) بازیکن فوتبال اهل بریتانیا است.
از باشگاه‌هایی که در آن بازی کرده‌است می‌توان به باشگاه فوتبال وست برومویچ آلبیون، باشگاه فوتبال نانیتون تاون، باشگاه فوتبال روچدیل، باشگاه فوتبال کیدرمینستر هاریرس، و باشگاه فوتبال نورث‌همپتون تاون اشاره کرد.